# The Writer
«The Writer» (с англ. — «Писатель») ― песня британской певицы и автора песен Элли Голдинг с её дебютного альбома Lights (2010). Он был выпущен в качестве четвёртого и последнего сингла альбома 8 августа 2010 года.

## История
Голдинг рассказала Sky Songs, что «The Writer» ― самая личная и эмоциональная песня, которую она когда-либо писала, добавив: Она о том, как вы готовы сделать что угодно и изменить абсолютно все в себе, если это необходимо, просто чтобы вас заметил этот единственный человек.

## Видеоклип
Музыкальное видео было снято режиссёром Крисом Коттамом и снято на маяке Хэпписбург в Хэпписбурге, Норфолк, в июне 2010 года и было загружено на официальный канал Голдинг на YouTube 9 июля 2010 года. Видео показывает, как Голдинг прогуливается по полю и исследует маяк Хэпписбург. Он также включает в себя студийные кадры, где она стоит перед ярким экраном, создавая впечатление, что она находится перед настоящим светом маяка.

## Трек-лист
| №  | Название                               | Длительность |
| -- | -------------------------------------- | ------------ |
| 1. | «The Writer»                           | 4:14         |
| 2. | «The Writer» (Live Acoustic Version)   | 4:12         |
| 3. | «The Writer» (Alan Braxe Remix)        | 6:05         |
| 4. | «The Writer» (Friend's Electric Remix) | 3:50         |

| №  | Название                      | Длительность |
| -- | ----------------------------- | ------------ |
| 1. | «The Writer» (Starsmith Edit) | 3:43         |
| 2. | «The Writer» (Album Version)  | 4:14         |
| 3. | «The Writer» (Instrumental)   | 4:13         |

## Чарты
| Чарт(2010)                         | Высшая позиция |
| ---------------------------------- | -------------- |
| European Hot 100 Singles           | 60             |
| Шотландия (Scottish Singles Chart) | 17             |
| Великобритания (UK Singles Chart)  | 19             |